# Ходзумі Масако
Ходзумі Масако (яп. 穂積 雅子, 11 вересня 1986) - японська ковзанярка, призер Олімпійських ігор.
На Олімпіаді у Ванкувері Ходзумі виборола разом із подругами зі збірної Японії срібні олімпійські медалі в командній гонці переслідування. 
На чемпіонаті світу 2009 вона була четвертою в абсолютному заліку. 